# Hippodrome de Waregem
 (avril 2025).
Si vous disposez d'ouvrages ou d'articles de référence ou si vous connaissez des sites web de qualité traitant du thème abordé ici, merci de compléter l'article en donnant les références utiles à sa vérifiabilité et en les liant à la section « Notes et références ».
Depuis 1858, l'hippodrome de Gaverbeek, situé sur la commune de Waregem, en Flandre-Occidentale, accueille la Waregem Koerse, le mardi suivant le dernier week-end du mois d'août.